# Повильо
Повильо (итал. Poviglio) —  коммуна в Италии, в провинции Реджо-нель-Эмилия области Эмилия-Романья.
Население составляет 6803 человека (на 2004 г.), плотность населения составляет 152 чел./км². Занимает площадь 43 км². Почтовый индекс — 42028. Телефонный код — 0522.
Покровителем коммуны почитается святой первомученик Стефан, празднование 26 декабря.